# Glastonbury National Park
Glastonbury National Park är en park i Australien. Den ligger i delstaten Queensland, omkring 140 kilometer norr om delstatshuvudstaden Brisbane.
Närmaste större samhälle är Gympie, omkring 19 kilometer nordost om Glastonbury National Park.
I omgivningarna runt Glastonbury National Park växer i huvudsak städsegrön lövskog. Runt Glastonbury National Park är det mycket glesbefolkat, med 6 invånare per kvadratkilometer. Genomsnittlig årsnederbörd är 1 531 millimeter. Den regnigaste månaden är mars, med i genomsnitt 289 mm nederbörd, och den torraste är september, med 33 mm nederbörd.